# 서점원
서점원(徐点源, 1961년 11월 2일 ~ )은 대한민국의 제6·7·9대 인천광역시 남동구의원이다.

## 경력
- 만월초등학교 급식회 회장
- 구월여중 어머니회 회장
- 선화여상 학부모회 회장
- 민주당 인천광역시당 남동구 갑 여성위원장
- 간석동 새마을 부녀회 회원
- 2010.07 ~ 2014.06 제6대 인천광역시 남동구의회 의원
- 2010.07 ~ 2012.07 제6대 인천광역시 남동구의회 전반기 사회도시위원회 위원
- 2010.07 ~ 2012.07 제6대 인천광역시 남동구의회 전반기 예산결산특별위원회 위원장
- 2012.07 ~ 2014.06 제6대 인천광역시 남동구의회 후반기 총무위원회 위원
- 2012.07 ~ 2014.06 제6대 인천광역시 남동구의회 후반기 의회운영위원회 위원장
- 2012.07 ~ 2014.06 제6대 인천광역시 남동구의회 후반기 예산결산특별위원회 위원
- 팬더아파트 부녀회장
- 민주당 인천광역시당 가족문제특별위원장
- 도림초등학교 운영위원회 위원
- 남동구 도시계획위원회
- 2014.07 ~ 2018.06 제7대 인천광역시 남동구의회 의원
- 2014.07 ~ 2016.07 제7대 인천광역시 남동구의회 전반기 사회도시위원회 위원
- 2014.07 ~ 2016.07 제7대 인천광역시 남동구의회 전반기 예산결산특별위원회 위원장
- 2016.07 ~ 2018.06 제7대 인천광역시 남동구의회 후반기 총무위원회 위원
- 2016.07 ~ 2018.06 제7대 인천광역시 남동구의회 후반기 의회운영위원회 위원
- 2016.07 ~ 2018.06 제7대 인천광역시 남동구의회 후반기 예산결산특별위원회 위원장
- 더불어민주당 인천광역시당 남동구 갑 지역위원회 부위원장
- 2024.04 ~ 제9대 인천광역시 남동구의회 의원
- 2024.04 ~ 2024.07 제9대 인천광역시 남동구의회 전반기 의회운영위원회 위원
- 2024.04 ~ 2024.07 제9대 인천광역시 남동구의회 전반기 사회도시위원회 위원
- 2024.07 ~ 제9대 인천광역시 남동구의회 후반기 의회운영위원회 위원장
- 2024.07 ~ 제9대 인천광역시 남동구의회 후반기 사회도시위원회 위원
- 더불어민주당 인천광역시당 여성위원회 운영위원
- 더불어민주당 인천광역시당 여성위원회 직능특별위원장

## 역대 선거 결과
|  | 57.63% |

|  | 39.67% |

|  | 52.42% |